# 西北哈里奇 (麻薩諸塞州)
西北哈里奇（英語：Northwest Harwich）是位於美國麻薩諸塞州巴恩斯特布爾縣的一個普查規定居民點。

## 人口
根據2020年美國人口普查的數據，西北哈里奇的面積為23.71平方千米，當中陸地面積為20.68平方千米，而水域面積為3.03平方千米。當地共有人口4296人，而人口密度為每平方千米181.19人。